# Hans Hanstein
Hans Hanstein (auch Hanstheun, Hansteyn) war im 16. Jahrhundert ein Dresdner Ratsherr und Bürgermeister.
Über seine Herkunft und sein Leben ist wenig bekannt. Hanstein war Dresdner Bürger und wurde 1504 erstmals in den Rat gewählt. Dort sollte er das Amt des Stadtrichters übernehmen. Die Ratsordnung von 1470 legte fest, dass jeder der drei wechselnden Räte (regierender, sitzender und ruhender Rat) einen Richter auf Lebenszeit bestimmen sollte, damit immer drei Richter vorhanden sind. Die Amtsführung oblag dabei einem der beiden Richter, die nicht dem aktuell regierenden Rat angehörten. Die Wahl in den Stadtrat galt als Ehre und Pflicht, die der Gewählte nicht verletzen oder ablehnen durfte. Da Hanstein sich weigerte, das Richteramt zu übernehmen, verlor er seinen Ratssitz und musste das Dresdner Bürgerrecht aufgeben.
Später scheint er dieses jedoch zurückbekommen zu haben, da er ab 1511 wieder als Ratsherr erwähnt ist. Hier hatte er ab 1517 zunächst das Amt des Kämmerers, ab 1519 das des Baumeisters inne. 1520 wurde Hanstein zum regierenden Bürgermeister gewählt. Drei Jahre später ist er in dieser Funktion letztmals im Ratsverzeichnis erwähnt.
In einer Urkunde wird er auch als Stifter genannt. Im Zusammenhang mit dem Neubau der Kirche des Bartholomäus-Hospitals 1519 bis 1521 stiftete er ein Kreuz für die Innenausstattung.